# Theodor Magnus Fries
Pour les articles homonymes, voir Fries.
Theodor Magnus Fries est un  botaniste suédois, né le 28 octobre 1832 à Femsjö (sv) et mort à Uppsala le 29 mars 1913.
Il est le fils aîné du mycologue Elias Magnus Fries. Il est l’auteur d’importants travaux sur les lichens et fait paraître la correspondance de Carl von Linné.

## Liste partielle des publications
- 1871-1874 : Lichenographia Scandinavica sive dispositio lichenum in Dania, Suecia, Norvegia, Fennia, Lapponia, rossica hactenus collectorum.
- 1909 : Skandinaviens tryfflar och tryffelliknande svampar.

## Source
- (en) Illinois Mycological Association